# Siemens Avanto
Siemens Avanto (i Nordamerika Siemens S70) är en låggolvsspårvagn, som framför allt används som duospårvagn, och som tillverkas av Siemens Mobility.
Siemens S70 har köpts av ett antal lokaltrafikbolag i USA, bland andra i Houston i Texas, San Diego i Kalifornien, Charlotte i North Carolina, Portland i Oregon, Salt Lake City i Utah och Seattle i delstaten Washington.
I Europa finns den på en snabbspårslinje i Mulhouse spårvagnsnät och på den av SNCF trafikerade tidigare järnvägslinjen Ligne 4 du tramway d'Île-de-France i Paris-området.

Skiss över Siemens S70 i duospårvagnsversion med tre segment.

## Bilder

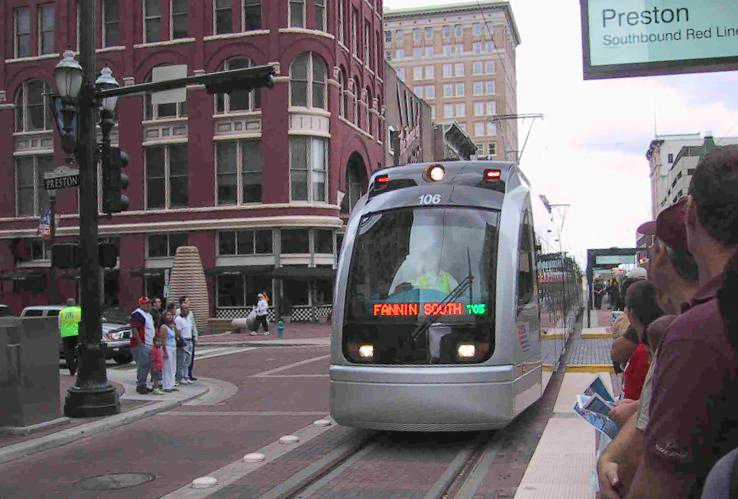
En S70-spårvagn på Metrorail i Houston i USA.
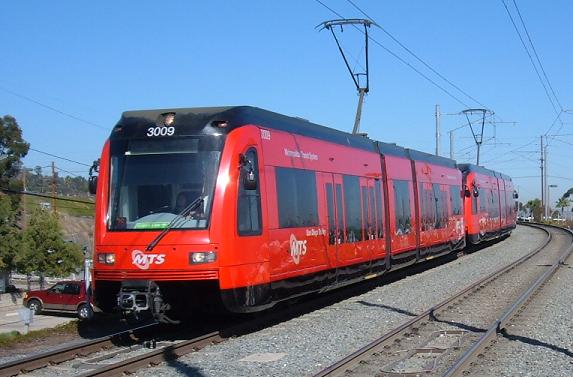
En S70-spårvagn på San Diego Trolley i San Diego i USA.
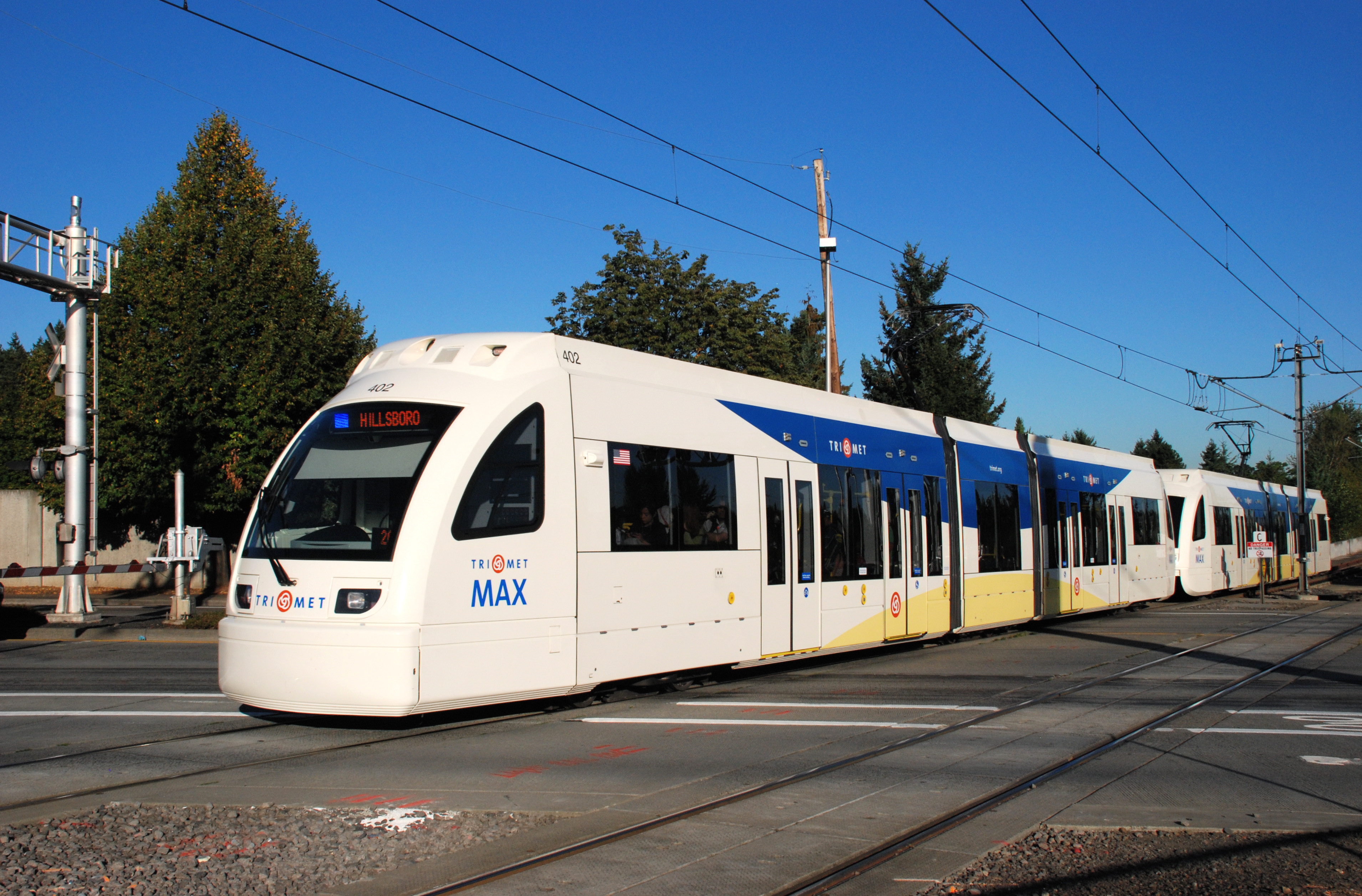
]] i Oregon i USA.
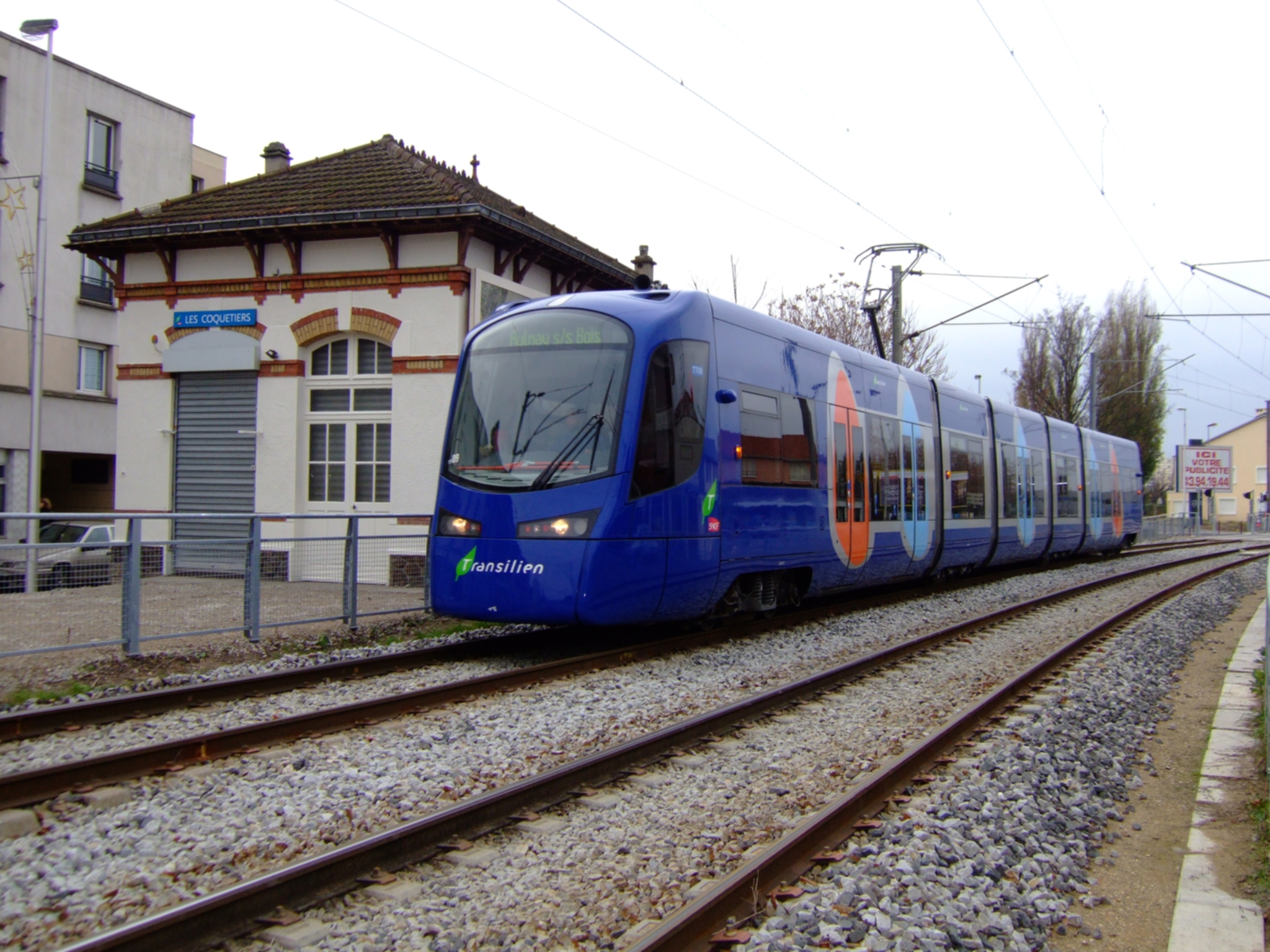
Avanto-spårvagn på Les Coquetiers-stationen på Ligne 4 du tramway d'Île-de-France i Villemomble i Frankrike.
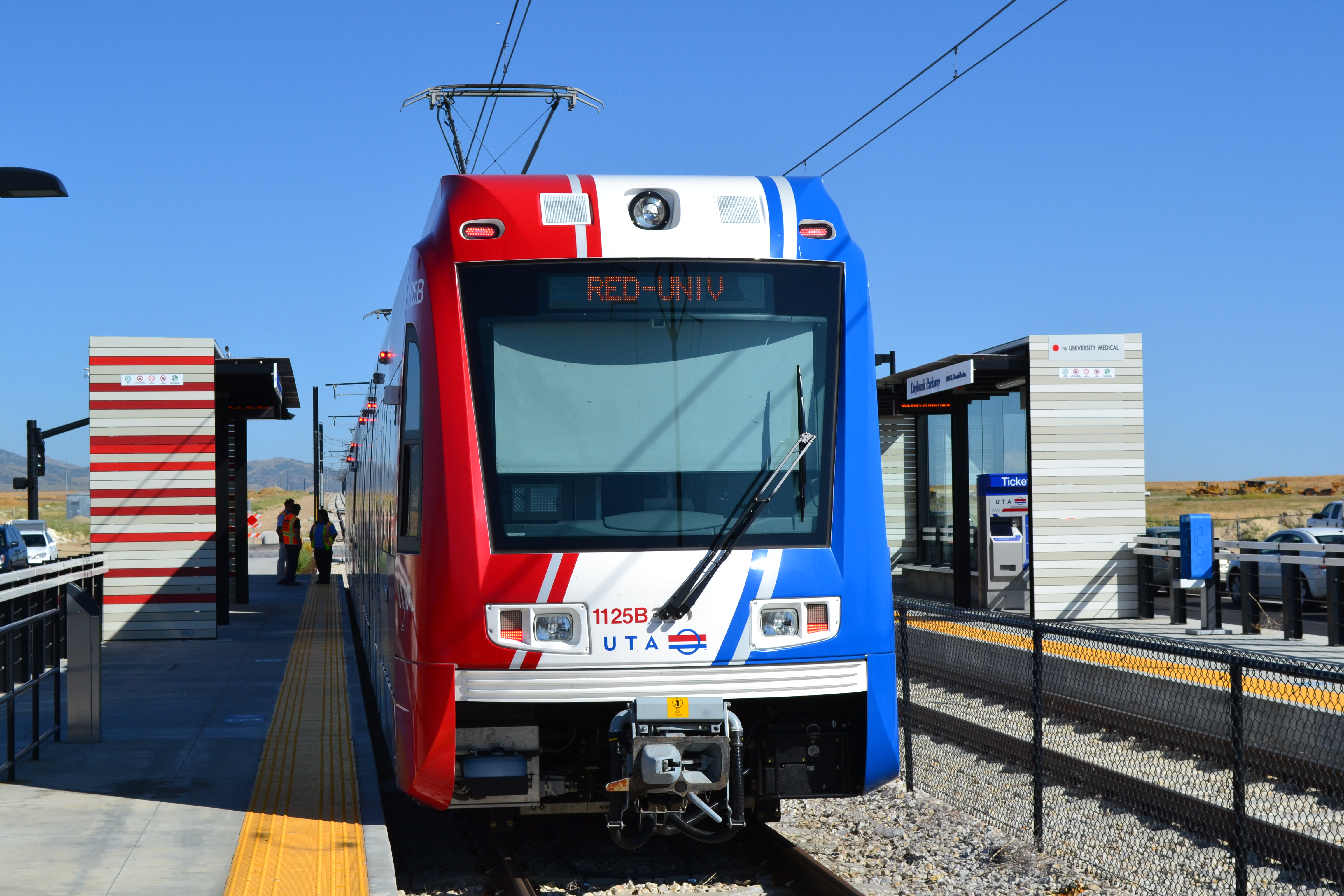
En S70-spårvagn på TRAX Light Rail i Salt Lake City i USA.
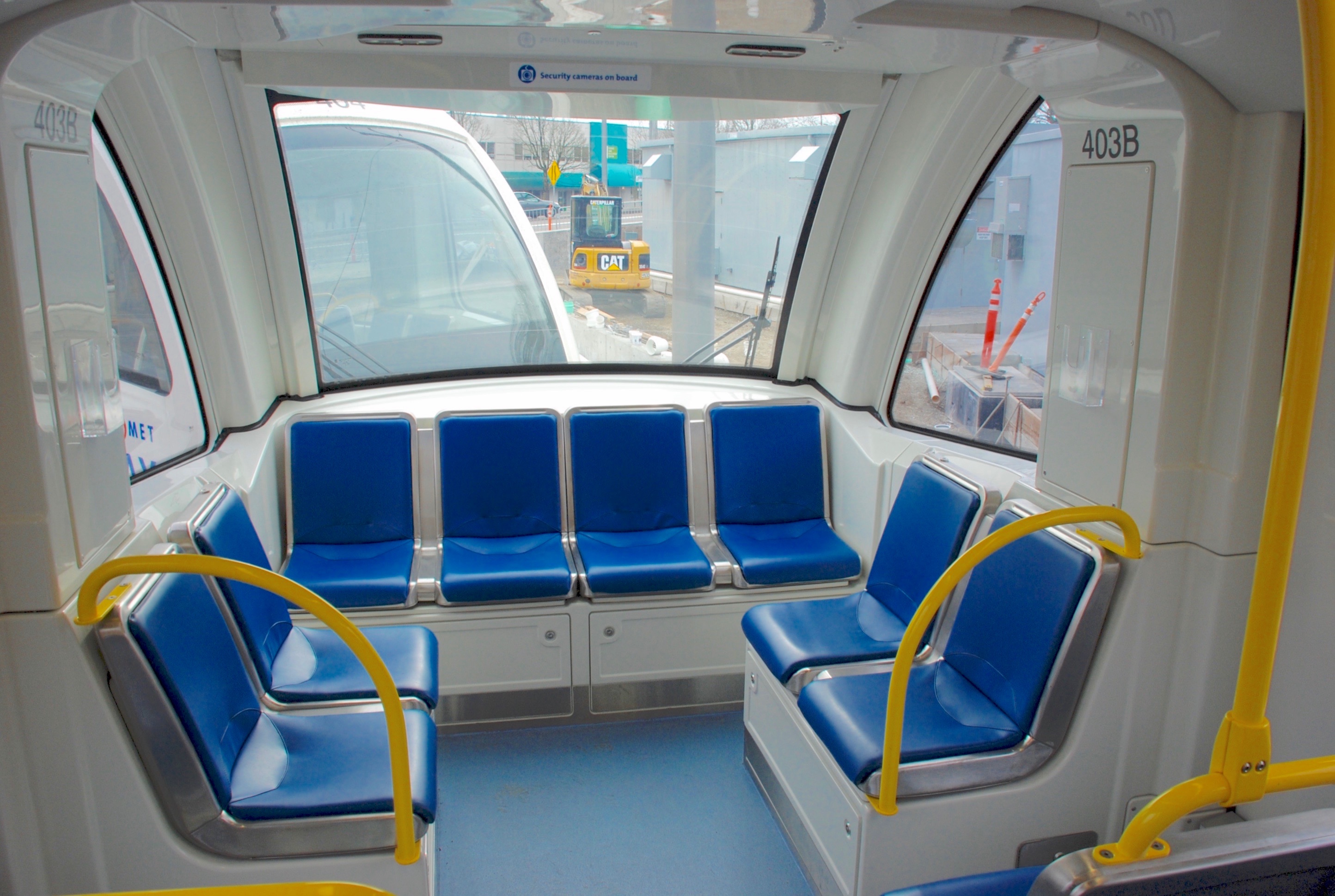
Interiör av spårvagn i Portland.